# Park Narodowy Lore Lindu

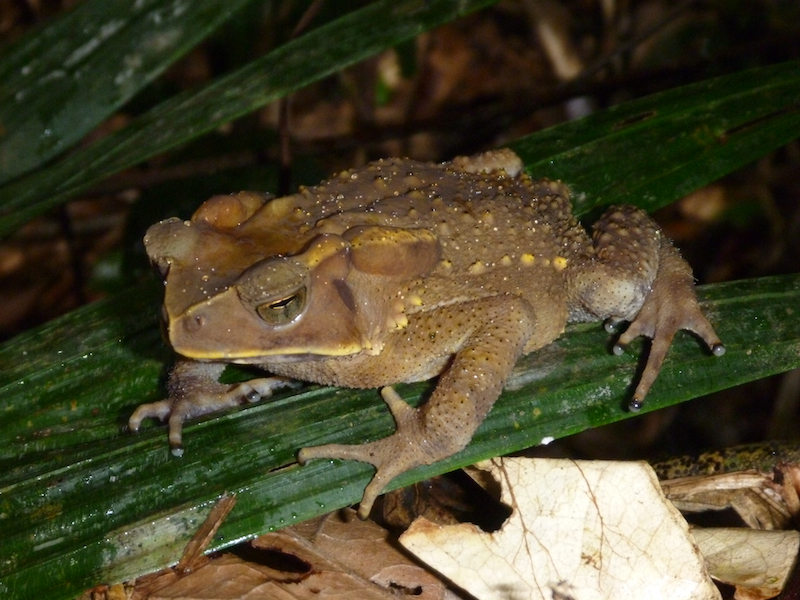
Ropucha Ingerophrynus celebensis, endemiczna dla Celebesu, występuje na terenie PN Lore Lindu

Park Narodowy Lore Lindu – park narodowy leżący na indonezyjskiej wyspie Celebes, w prowincji Celebes Środkowy. Obszar parku narodowego wynosi 2,180 km², pokrywa zarówno tereny nizinne, jak i górskich lasów (200 do 2610 m n.p.m.). PN Lore Lindu należy do tworzonego przez UNESCO programu Man and the Biosphere Programme. Na terenie parku znajdują się także megality datowane na wcześniej niż 1300 rok n.e.
Najłatwiejszy dostęp do PN Lore Lindu jest z miasta Palu do Kamarora (50 km w 2,5 godziny jazdy). Ponieważ w południowej części parku opady dochodzą do średnio 4000 mm rocznie, najkorzystniejszy okres na przybycie jest od lipca do września.
Od 1978 roku PN Lore Lindu jest również rezerwatem biosfery, natomiast w roku 2004 został uznany przez BirdLife International za ostoję ptaków IBA.
Na terenie Lore Lindu odnaleziono posągi megalityczne, datowane na od 3000 lat p.n.e. do 1300 roku n.e. Zrobione są z szarego kamienia, nieobecnego na obszarze parku. Niektóre reprezentują ludzi, jednak bez kończyn i genitaliów; zachowały się twarze. Figury te mają wysokość przeważnie w granicach 1,5–2,5 m, najwyższa mierzy 4 m wysokości.

## Flora i fauna
Do roślin rosnących zarówno nizinnej, jak i górskiej strefie parku należą Eucalyptus deglupta, Pterospermum celebicum, Cananga odorata, Gnetum gnemon, Castanopsis argentea, Agathis philippinensis oraz Philoclados hypophyllus. Na jednym hektarze parku występuje do 150 różnych gatunków drzew. Łącznie na terenie parku występuje 117 gatunków ssaków, 88 gatunków ptaków, 29 gatunków gadów oraz 19 gatunków płazów. W jeziorze Lindu występuje jeden endemiczny dla niego gatunek ryby, Xenopoecilus sarasinorum (syn. Oryzias sarasinorum; kaczorkowate). Ze zwierząt endemicznych dla wyspy, zasiedlających obszar parku Lore Lindu, wymienić można łaskuniaka brązowego (Macrogalidia musschenbroekii), kuskuska sulaweskiego (Strigocuscus celebensis) i kuskuśca niedźwiedziego (Ailurops ursinus) (pałankowate), wyraka sulaweskiego (Tarsius dentatus), ropuchę Ingerophrynus celebensis oraz dwa gatunki węży, Elaphe erythrura i Elaphe janseni.

## Awifauna
Od roku 2004 obszar parku Lore Lindu został uznany również za Important Bird Area. Na uznanie Lore Lindu za IBA wpłynęła obecność krytycznie zagrożonego gatunku, kakadu żółtolicej (Cacatua sulphurea), jednego zagrożonego – nogala hełmiastego (Macrocephalon maleo). Prócz tego spotykane są cztery gatunki zagrożone, których występowania także mieści się w kryteriach: dwa chruścieli, chruścielak chrapliwy (Aramidopsis plateni) i chruścielak gołolicy (Gymnocrex rosenbergii), płomykówka rdzawolica (Tyto inexspectata), a także przedstawiciel lelkowatych, rogatnik diaboliczny (Eurostopodus diabolicus).